# Чин (богослужение)

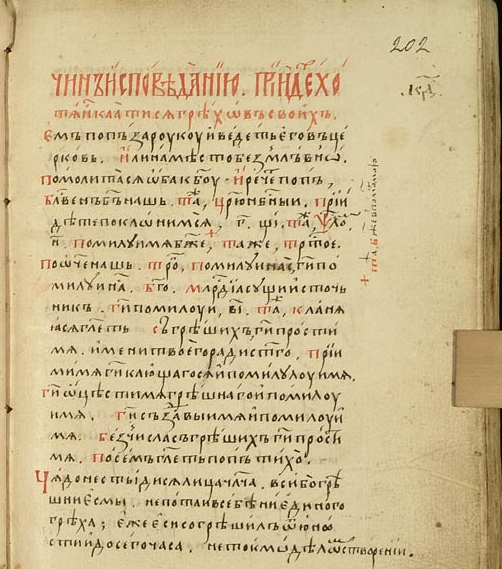
Чин исповеданию. «Служебник и Требник», полуустав, 1474 года

Чин (др.-греч. τάξις — порядок, устройство) —  название в православных богослужебных книгах полного изложения или указания порядка всех изменяемых и неизменяемых молитв, назначенного для известного богослужения, с обозначением их взаимной последовательности. Например: «Чин боже́ственной литурги́и Васи́лиа Вели́каго», «Чин погребе́ния младе́нческаго», «Чин, егда́ случи́тся вско́ре вельми́ больно́му дать Прича́стие», «Чин благослове́ния илито́на».  Чины или чинопоследования чаще всего излагаются в таких богослужебных книгах как «Служебник» и «Требник».